# Федотов, Сергей Валентинович
Серге́й Валенти́нович Федо́тов (род. 12 февраля 1972 или 14 декабря 1972, Улан-Удэ) — российский легкоатлет, специалист по бегу на длинные дистанции, кроссу и марафону. Выступал на профессиональном уровне в 1990-х и 2000-х годах, обладатель серебряной медали Универсиады в Буффало, многократный победитель и призёр первенств всероссийского значения, победитель и призёр ряда крупных международных стартов на шоссе. Представлял Бурятию и СК Министерства обороны РФ. Мастер спорта России международного класса.

## Биография
Сергей Федотов родился 14 февраля 1972 года в городе Улан-Удэ Бурятской АССР.
Занимался лёгкой атлетикой в Школе высшего спортивного мастерства Республики Бурятия под руководством заслуженного тренера СССР и России В. Д. Домнина.
Впервые заявил о себе на международном уровне в сезоне 1991 года, когда вошёл в состав советской сборной и выступил на чемпионате мира по кроссу в Антверпене, где в гонке юниоров занял итоговое 37-е место.
В 1993 году стартовал на кроссовом чемпионате мира в Аморебьета-Эчано, выиграл серебряную медаль в беге на 10 000 метров на чемпионате России в Москве, прошедшем в рамках Мемориала братьев Знаменских. Будучи студентом, побывал на летней Универсиаде в Буффало, откуда привёз награду серебряного достоинства, выигранную в беге на 5000 метров — уступил здесь только марокканцу Халиду Ханнуши. В концовке сезона принял участие в чемпионате мира по полумарафону в Брюсселе.
В 1994 году в дисциплине 10 км выиграл открытый чемпионат России по бегу по шоссе в Адлере, участвовал в чемпионате мира по кроссу в Будапеште, был лучшим в беге на 10 000 метров на чемпионате России в Воронеже, взял бронзу в беге на 5000 метров на чемпионате России в Санкт-Петербурге, закрыл десятку сильнейших на Играх доброй воли в Санкт-Петербурге, выступил на чемпионате мира по полумарафону в Осло.
В 1995 году стал бронзовым призёром на открытом чемпионате России по кроссу в Кисловодске, выиграл бег на 10 км на открытом чемпионате России по бегу по шоссе в Адлере, участвовал в кроссовом чемпионате мира в Дареме, получил серебро в дисциплине 10 000 метров на чемпионате России в Санкт-Петербурге, бежал 5000 и 10 000 метров на Универсиаде в Фукуоке, участвовал в чемпионате Европы по кроссу в Алнике. Также в этом сезоне впервые попробовал себя на марафонской дистанции, с результатом 2:17:16 финишировал пятым на Сибирском международном марафоне.
В 1996 году выиграл открытый чемпионат России по кроссу в Кисловодске, вместе со своими соотечественниками занял пятое место на чемпионате мира по экидену в Копенгагене.
В 1997 году вновь был лучшим на открытом чемпионате России по кроссу в Кисловодске, участвовал в кроссовом чемпионате мира в Турине.
В 1999 году с результатом 2:13:54 стал седьмым на марафоне в Реймсе.
В 2000 году выиграл бронзовую медаль на чемпионате России по полумарафону в Адлере, стартовал на чемпионате мира по кроссу в Виламуре, с личным рекордом 2:11:16 был девятым на Роттердамском марафоне, показал восьмой результат на марафоне в Сан-Диего (2:17:54), выиграл марафон Twin Cities в Сент-Поле (2:12:40).
В 2001 году финишировал пятым на Лос-Анджелесском марафоне (2:17:20), восьмым на марафоне в Нашвилле (2:18:28), вторым на марафоне Twin Cities (2:14:14), принял участие в нескольких других коммерческих стартах в США.
В 2002 году занял 11-е место на Дубайском марафоне (2:22:10), четвёртое место на Бабушкином марафоне в Дулуте (2:13:11), первое место на марафоне в Колумбусе (2:18:05).
В 2003 году выиграл серебряную медаль в дисциплине 12 км на весеннем чемпионате России по кроссу в Кисловодске, финишировал четвёртым на чемпионате России по марафону в Уфе (2:15:18), восьмым на чемпионате России по полумарафону в Новосибирске (1:05:03) и на марафоне Twin Cities (2:18:33).
В 2004 году показал 13-й результат на Римском марафоне (2:21:52), стал серебряным призёром на чемпионате России по марафону в Москве (2:16:31), прошедшем в рамках VIII Московского марафона «Лужники», был седьмым на чемпионате России по полумарафону в Новосибирске (1:06:47).
В 2005 году стал шестым на марафоне в Солт-Лейк-Сити (2:19:31), пятым на марафоне в Ричмонде (2:16:49), одержал победу на Калифорнийском международном марафоне (2:18:30).
В 2007 году сошёл с дистанции на Пражском марафоне, занял шестое место на марафоне в Лас-Вегасе (2:22:53).
Последний раз показывал значимые результаты на шоссе в сезоне 2008 года, когда стал восьмым на полумарафоне в Лонжевиле (1:07:21) и шестым на марафоне в Монте-Карло (2:20:40).
За выдающиеся спортивные достижения удостоен почётного звания «Мастер спорта России международного класса».